# جون لومسدن
جون لومسدن (بالإنجليزية: John Lumsden)‏ هو لاعب كرة قدم ومدرب كرة قدم بريطاني في مركز الوسط، ولد في 15 ديسمبر 1960 في إدنبرة في المملكة المتحدة، وتوفي في 22 أبريل 2016. لعب مع ستوك سيتي ونادي إيست فيف.